# Геллертштрассе (стадион)
Стадион на Геллертштрассе (нем. Stadion an der Gellertstraße) — футбольный стадион в Хемнице, домашняя арена футбольного клуба «Кемницер».
Строительство стадиона началось 31 июля 1933 года, а уже 13 мая 1934 года в присутствии 25 тыс. зрителей состоялся первый матч. В товарищеской встрече хозяева победили «Гройтер Фюрт» со счётом 5:1. После Второй мировой войны город был переименован, и стадион стал домашним для клуба «Карл-Маркс-Штадт». В 1950-1990 гг стадион носил имя Курта Фишера.
Стадион вмещал около 25000 зрителей (рекорд — 27300). После реконструкции 2009 года вместимость снизилась до 18700 мест.